# Pyrgulina maiae
Pyrgulina maiae är en snäckart som beskrevs av Hornung och Mermod 1924. Pyrgulina maiae ingår i släktet Pyrgulina och familjen Pyramidellidae. Inga underarter finns listade i Catalogue of Life.